# 683
Cette page concerne l'année 683  du calendrier julien. Pour l'année 683 av. J.-C., voir 683 av. J.-C.
L'année 683 est une année commune qui commence un jeudi.

## Événements

### Afrique
- Bataille de Tahuda, près de Biskra, dans les Aurès : Oqba ibn Nafaa est tué dans une embuscade par les Berbères de Koceila qui lui a échappé. Le corps expéditionnaire arabe bat en retraite et Koceila s’empare de Kairouan. Il y règne pendant cinq années[1].

### Asie
- Mars-Avril : en Chine du Nord, Qutlugh, le khan des Turcs orientaux, met à sac le district chinois de Chan Yu, puis le Shanxi (juin)[2]. Les Köktürks lancent une série de raids en Chine (683, 685, 687, 694, 698, 699, 702).
- 16 juin : première mention Sriwijaya dans le sud de l'île indonésienne de Sumatra sur une inscription découverte à Kedukan Bukit le 29 novembre 1920[3]. Le souverain de Sriwijaya lance une expédition contre un royaume voisin.
- 27 décembre : mort de l'empereur Tang Gaozong. Sa concubine Wu Zetian s'empare du trône et fonde la dynastie des Zhou (690). Elle assure la régence de son fils Zhongzong et fait régner la terreur. Elle favorise le bouddhisme et prend pour capitale Luoyang[4].

### Proche-Orient
- 26 août : victoire des Omeyyades à Médine sur la révolte de Abd Allah ibn az-Zubayr[5]. La ville est mise à sac pendant trois jours et sa population massacrée[6].
- 25 septembre - 27 novembre : siège de La Mecque par les troupes omeyyades ; il est levé à la nouvelle de la mort de Yazid, qui décéda trois semaines après le siège[6].
- 11 novembre : mort de Yazid. Début du règne de Muawiya II, calife omeyyade de Damas (fin en 684). Abd Allah ben az-Zubayr est reconnu comme calife en Irak, en Arabie méridionale et dans certaines régions de Syrie[6].

### Europe
- 4 novembre: début du XIIIe Concile de Tolède qui porte sur la réhabilitation des rebelles contre le roi Wamba.

- Assassinat d’Ébroïn, maire du palais de Neustrie (680 ou 683) par Ermenfroi, qui se réfugie en Austrasie, auprès de Pépin II[7]. Waratton retrouve le pouvoir et fait la paix avec Pépin II à Cologne sous les auspices de Dadon. Mais il est renversé par son fils Gislemar qui marche contre Pépin et le bat à Namur. Gislemar meurt assassiné (684) et Waratton, de nouveau maire du palais, reconduit la paix avec Pépin[8].
- Pas d’évêque mentionné à Arles de 683 à 794, à Lodève de 683 à 817, à Agde, à Maguelonne, Carcassonne et Elne de 683 à 788[9].

## Naissances en 683
- Yi Xing (mort en 727), astronome, mathématicien et ingénieur chinois.

## Décès en 683
- 3 juillet : Léon II (pape).

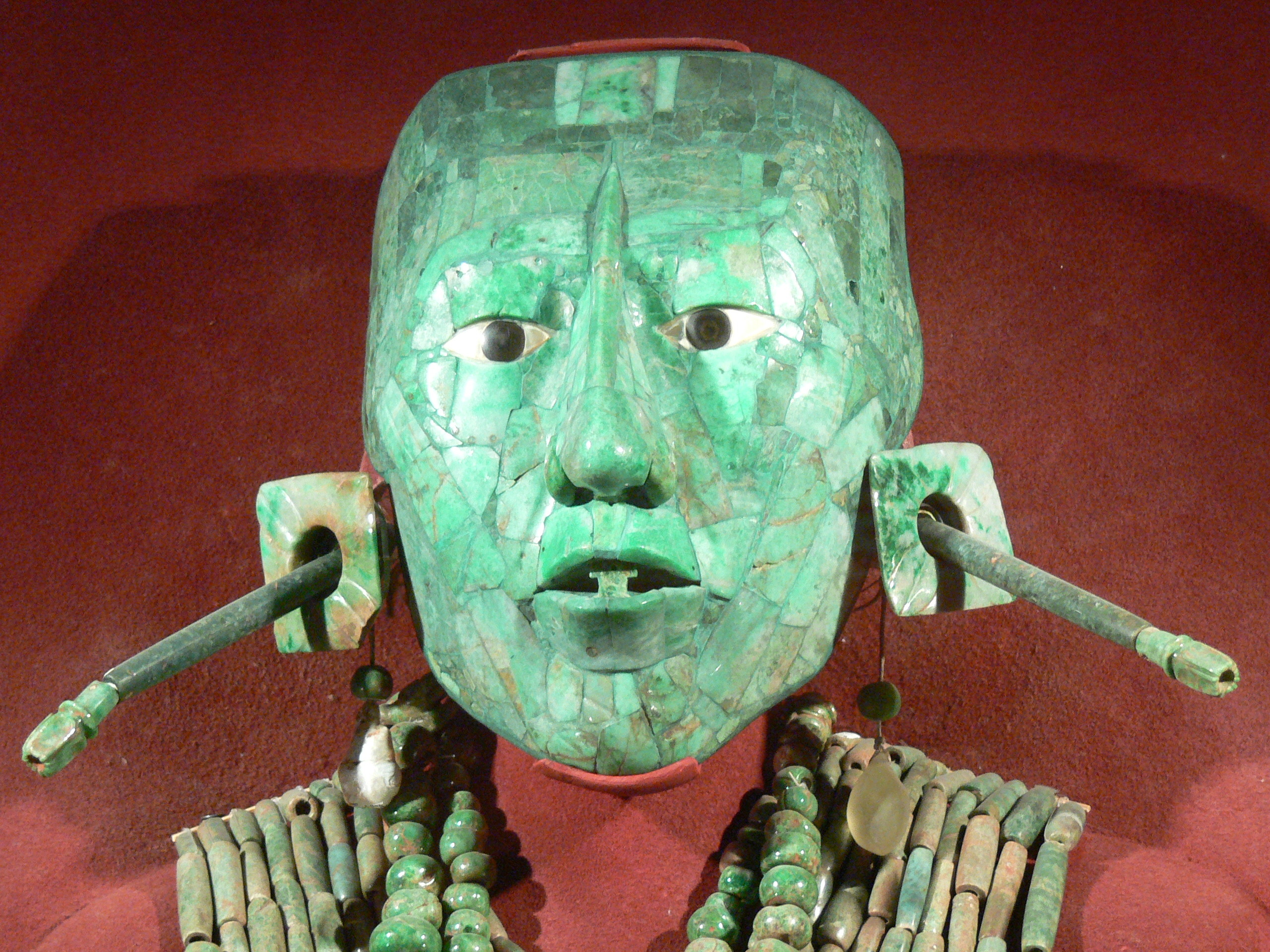
Masque funéraire de Pacal le Grand, souverain maya de Palenque (support de bois avec mosaïque de jade, coquillages et obsidienne).

- 28 août : Pacal le Grand, souverain de maya de Palenque.
- 11 novembre : Yazid Ier
- 27 décembre : Gaozong (Kao-Tsung), empereur de Chine.